# Compositie (beeldende kunst)

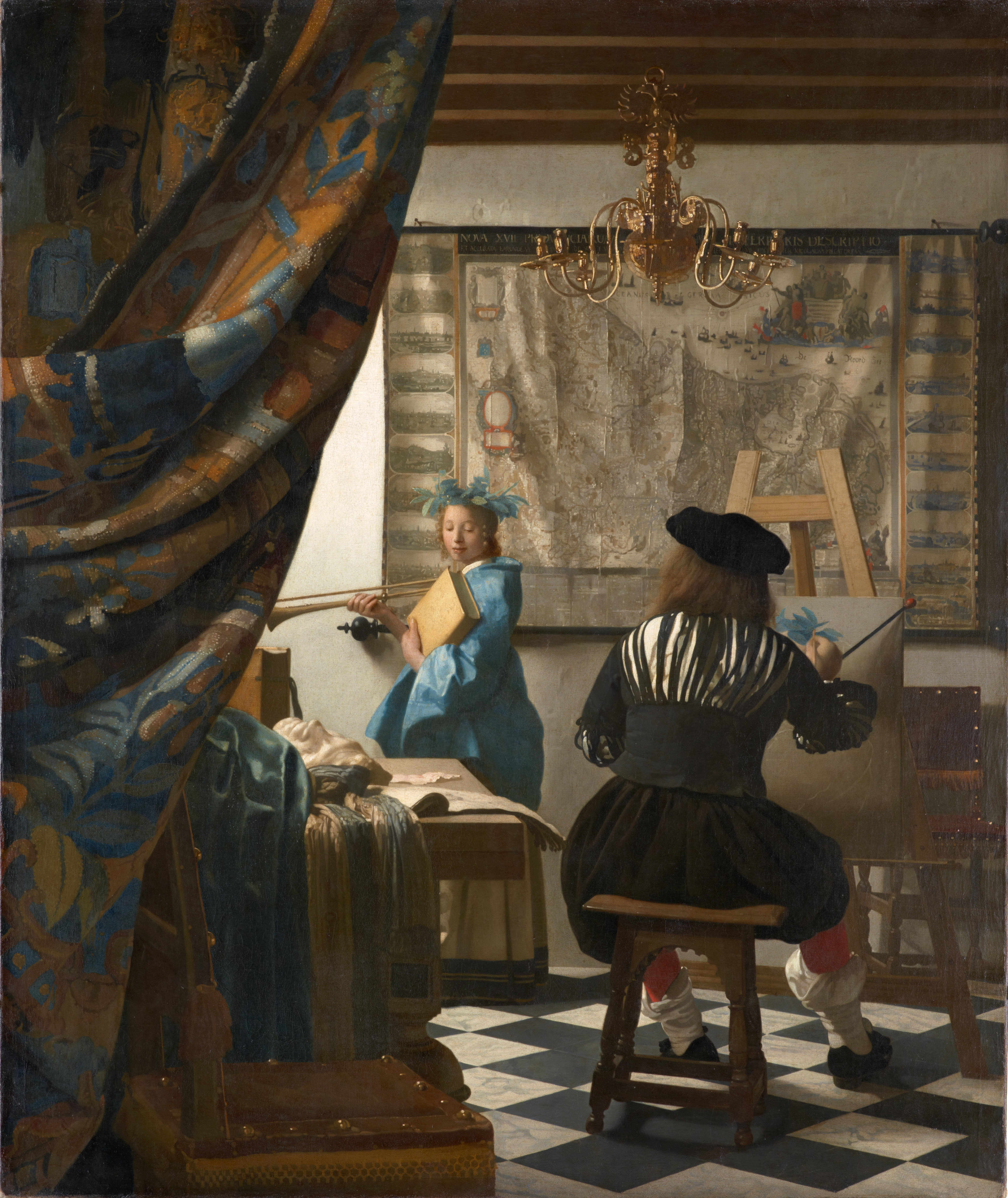
De schilderkunst, Johannes Vermeer, 1666-1668

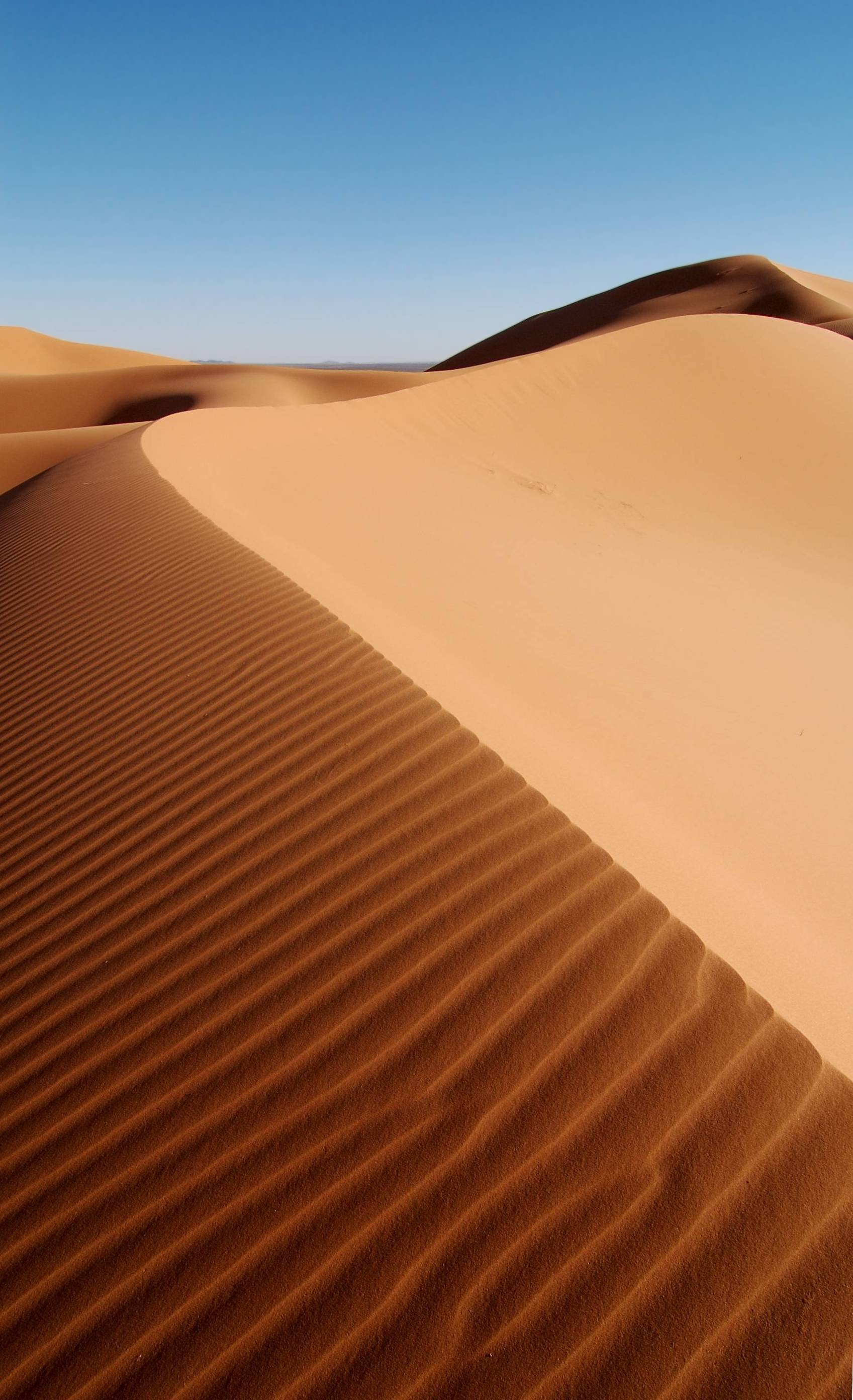
Erg Chebbi, Marokko, Afrika

Compositie is in de beeldende kunst het ordenen van beeldelementen volgens een vooraf bepaalde strategie. Het is een poging tot creëren van orde in het kunstwerk. De term compositie wordt soms ook gebruikt als titel van een kunstwerk,  wanneer het de bedoeling is geweest van de kunstenaar om een werk te maken met als doel een vlakverdeling te creëren.
Vroeger heeft men meer dan eens geprobeerd om vaste regels op te stellen, maar dit heeft gefaald. De ideale verhouding van vormen tegenover elkaar dacht men te vinden in de Gulden snede. De 20e eeuw heeft de vaste regels vervangen door persoonlijk stijlonderzoek dat individueler en persoonsgebonden verloopt.
Compositie is ook het werken met tegenstellingen. Vroeger werd meer gedacht in harmonische termen, daar waar in de hedendaagse kunst vaak de disharmonie de bovenhand voert. De toeschouwer wordt geprikkeld en uitgedaagd om de compositie te verbeteren.
Een compositie kan zodanig zijn dat er duidelijk een bepaalde richting in zit: bijvoorbeeld een horizontale, verticale, diagonale of driehoekscompositie. Lettend op de plaats die de figuren innemen ten opzichte van elkaar dan worden de symmetrische en asymmetrische compositie, de centrale en de verspreide compositie onderscheiden.

## Verschillende composities

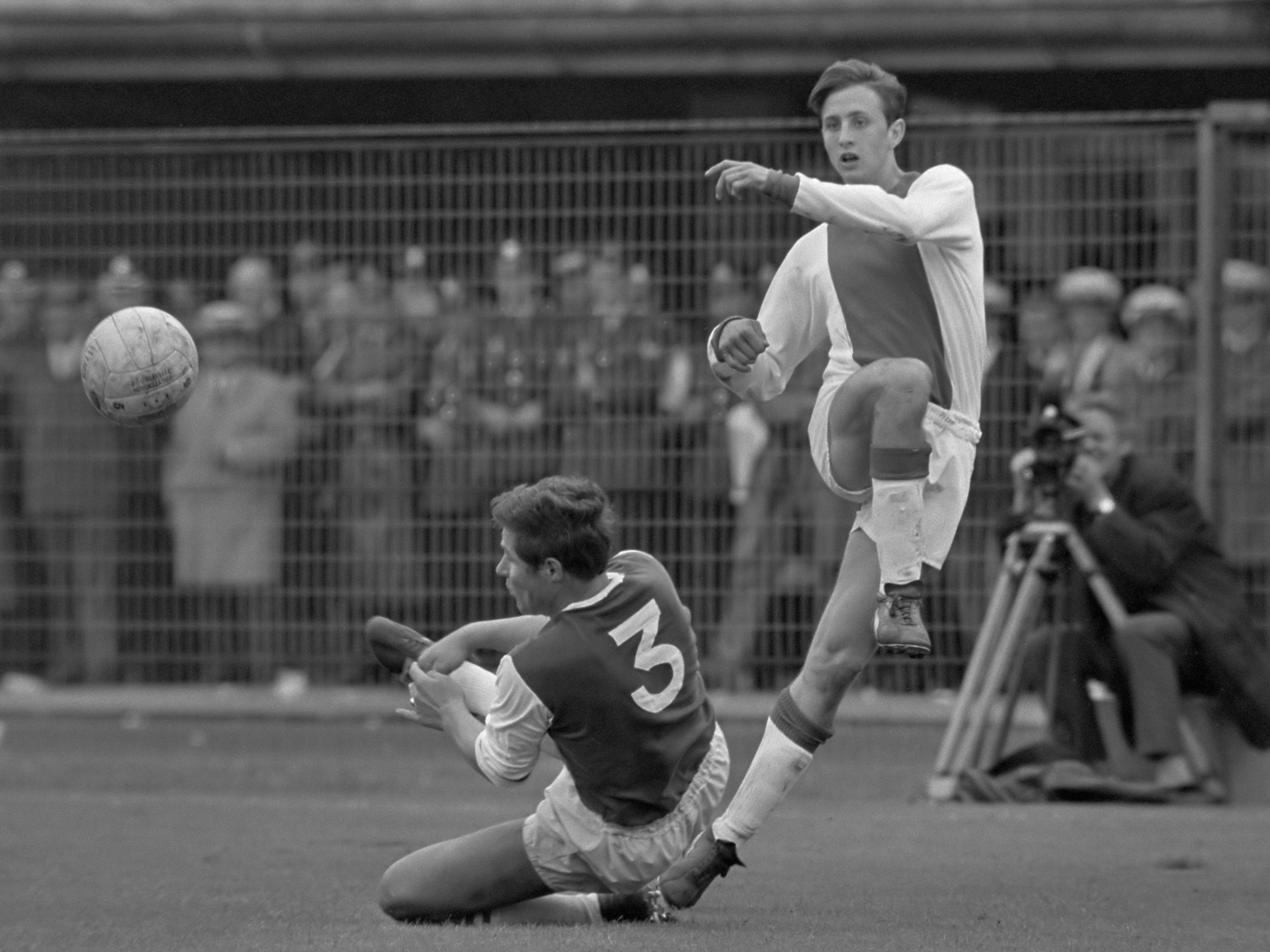
Johan Cruijff. In dit beeld zijn de centrale, diagonale en bewegingscompositie herkenbaar. Bovendien is er een lijn herkenbaar van Cruijff naar de bal en van de fotograaf in de achtergrond naar de kijker, en een contrast tussen de overwinnaar in de actie, Cruijff, en de verliezer, Israël, zowel in helderheid als houding

Symmetrische compositieEen symmetrische compositie wordt gekenmerkt door een verticale en horizontale denkbeeldige as die min of meer een evenredige massaverdeling maakt van links en rechts. Je hebt dus een evenwichtige verdeling.
Asymmetrische compositieAlle niet-symmetrische composities noemen we automatisch asymmetrisch. Het gebruiken van verschillende elementen in een zinvolle verhouding tot het geheel is essentieel. De verhouding ligt niet dikwijls op de gulden snede.
Centrale compositieWe spreken van een centrale compositie als er een centraal punt is (dikwijls in het midden van het werk gelegen) waar alle andere elementen naartoe gericht lijken te zijn; dat noemt men een aandachtscentrum. Het is ook een symmetrische compositie.
Geometrische compositieEen compositie waar de kunstenaar met een meetlat is bezig geweest noemt men geometrische composities. Het geheel is dan nauwkeurig volgens bepaalde meetkundige regels opgebouwd waardoor het een meetkundig karakter heeft.
Diagonale compositiesEen compositie waarbij een duidelijke tweedeling van een diagonale beeldas over het vlak is aangebracht.
Piramidale of DriehoekscompositieWanneer de beeldelementen gerangschikt zijn volgens een al dan niet zichtbare driehoeksvorm spreken we van een piramidale of driehoekscompositie.
BewegingscompositieBij deze compositie lijkt het dat bepaalde lijnen een beweging vertonen. Van een werkelijke beweging is geen sprake en dat noemt men illusie.
Overall compositieEen overall compositie houdt in dat de beeldelementen zonder enige rangorde op het vlak geplaatst zijn. De elementen zijn allemaal hetzelfde, doen patroonachtig aan en lijken buiten het schilderij tot in het oneindige door te kunnen gaan.